# Feliks Piekielnik
Feliks Piekielnik (ur. 16 czerwca 1900 w Łodzi, zm. 19 grudnia 1961 tamże) – plutonowy kawalerii Wojska Polskiego, uczestnik wojny polsko-bolszewickiej, kawaler Orderu Virtuti Militari.

## Życiorys
Urodził się 16 czerwca 1900 w Łodzi w rodzinie Antoniego i Michaliny z d. Kolaśińska.
Po ukończeniu szkoły powszechnej (1915) pracował w Niemczech. Od 5 stycznia 1919 ochotnik w Wojsku Polskim. Służył w 1 pułku ułanów krechowieckich. Walczył z pułkiem na froncie wojny polsko-bolszewickiej, szczególnie odznaczył się w boju pod Szczurowicami 30 lipca 1920 gdzie "podczas zdobywania mostu na Styrze, celnym ogniem km z odsłoniętej pozycji, zmusił obsadę mostu do odwrotu. W walce został ciężko ranny." Za to odznaczono go Orderem Virtuti Militari.
Zwolniony z wojska 18 lutego 1922, wrócił do Łodzi. W czasie okupacji pracował w Niemczech. Od 1945 ponownie w Łodzi, gdzie zmarł 19 grudnia 1961.

## Życie prywatne
Żonaty z Marianną Tomaszewską. Miał dwóch synów.

## Ordery i odznaczenia
- Krzyż Srebrny Orderu Wojskowego Virtuti Militari nr 2911[1][3] – 1921[2]
- Krzyż Walecznych – czterokrotnie[1]